# Mühlbachbrücke Untersiemau
Die  Mühlbachbrücke Untersiemau  ist ein 175 m langes zweigleisiges Eisenbahnüberführungsbauwerk der Schnellfahrstrecke Nürnberg–Erfurt zwischen den Streckenkilometern 97,369 und 97,544.
Die Balkenbrücke liegt etwa acht Kilometer südlich von Coburg zwischen Untersiemau und Obersiemau. Sie überspannt die Kreisstraße CO 28, den Siemauer Mühlbach und einen Wirtschaftsweg.
Die in den Jahren 2010 bis 2013 errichtete Brücke gehörte zum Bauabschnitt 3110 (auch Bauabschnitt Lichtenfels genannt) der Neubaustrecke, der zwischen den Baukilometern 9,090 und 15,144 lag und zusätzlich den Tunnel Kulch, den Tunnel Lichtenholz und fünf Straßenüberführungen sowie die Erdarbeiten an der freien Strecke umfasste.
Die Brücke erhielt mit dem Streckenausbau beidseitig eine Lärmschutzwand sowie eine Feste Fahrbahn mit 4,7 m Gleisabstand. Der Brückenüberbau besteht aus einer Kette von fünf Einfeldträgern. Dadurch ist der spätere Austausch einzelner Brückensegmente möglich und ein Schienenauszug ist nicht notwendig. Die Querschnittsform ist ein einzelliger Stahlbetonhohlkasten mit geneigten Stegen, in Längsrichtung vorgespannt. Zusätzlich ist die Fahrbahnplatte in Querrichtung vorgespannt. Die Stützweiten betragen einheitlich 35 m, bei einer Breite von 14,3 m und konstanten Konstruktionshöhe von 2,7 m.
Wenige Wochen nach der Fertigstellung der Brücke im Rohbau wurde im November 2012 bekannt, dass der über die alte Bundesstraße 289 führende Überbauabschnitt grundlegend erneuert werden mussten. Laut Angaben der Deutschen Bahn hatte die Bauüberwachung bei einer Routinekontrolle mehrere Parameter beanstandet, die Zweifel an der Langlebigkeit der Brücke hätten aufkommen lassen. Das als erstes hergestellte, nördliche Brückensegment wurde Ende 2012 komplett abgebrochen und noch einmal betoniert.